# Höflein (Räckelwitz)
Höflein, obersorbisch Wudwor, ist ein Dorf im Zentrum des ostsächsischen Landkreises Bautzen, das seit 1973 zur Gemeinde Räckelwitz gehört. Es hat etwa 120 Einwohner und zählt zum Kernsiedlungsgebiet der Sorben. Der größte Teil der Bevölkerung spricht Sorbisch als Muttersprache.
Die sorbische Bezeichnung des Ortes bedeutet in etwa „Vorwerk, Ausbau“.

## Geografie
Höflein ist der südlichste Ortsteil der Gemeinde und befindet sich westlich oberhalb des Klosterwasser-Tals auf 163 Metern ü. NN am Schmeckwitzer Bach. Es gehört zum „Oberland“ (Horjany) der ehemaligen Klosterpflege St. Marienstern. Die Nachbarorte sind Räckelwitz im Nordosten, Caseritz im Südosten, Kuckau im Süden und Schmeckwitz im Nordwesten. Die Umgebung fällt nach Osten zum Klosterwasser hin ab, während sie westlich von Höflein bis auf 191 Meter ansteigt. Der Ort befindet sich 18 Kilometer nordwestlich der Kreisstadt Bautzen und zehn Kilometer östlich von Kamenz.
Nach der Siedlungsanlage ist Höflein ein platzartig erweiterter Rundweiler. Am Nordostrand der Siedlung befindet sich das alte Lehngut. Die Häusergruppe Mostach („an den Brücken“) befindet sich an der Brücke über das Klosterwasser, die schon der Via Regia als Flussübergang diente und von der Kuckauer Schanze aus eingesehen werden kann.

## Geschichte
Der Ort ist erstmals 1301 als Hovelin verzeichnet. Später werden unter anderem die Formen Hevel (1590) oder Höffgen (1617) erwähnt. Im 17. und 18. Jahrhundert lag die Grundherrschaft anteilig beim Rittergut Räckelwitz sowie dem Kloster St. Marienstern in Panschwitz-Kuckau. Später hatte auch die Landvogtei Bautzen Anteile an Höflein.
Eine der Planungen für die Sächsische Nordostbahn sah eine Linienführung von Kleinwelka nach Kamenz u. a. über Höflein und im Zusammenhang damit die Errichtung eines Bahnhofes nahe der Siedlung vor. Aufgrund finanzieller Schwierigkeiten wurde das Projekt jedoch aufgegeben.
Bis zum 1. April 1973 war Höflein eine eigenständige Landgemeinde. Im Rahmen des Konfliktes um die Schließung der Mittelschule Crostwitz wurde vom Kultusministerium der Vorschlag eingebracht, eine zentrale sorbische Mittelschule in Höflein einzurichten. Das wurde jedoch abgelehnt.

## Bevölkerung

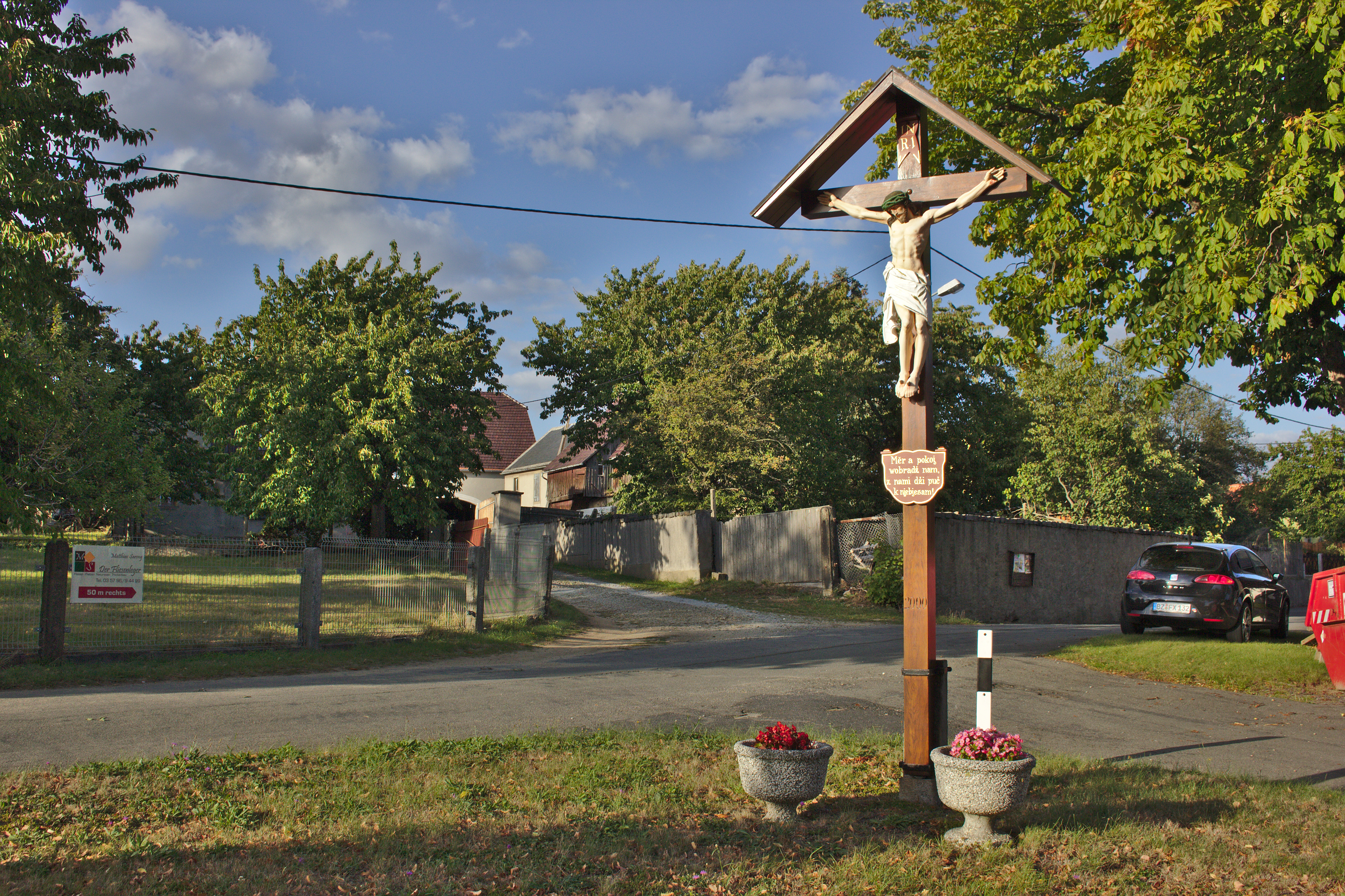
Wegkreuz mit sorbischer Inschrift auf dem Dorfplatz

Für seine Statistik über die sorbische Bevölkerung in der Oberlausitz ermittelte Arnošt Muka in den achtziger Jahren des 19. Jahrhunderts für den Ort eine Bevölkerungszahl von 139 Einwohnern; davon waren alle Sorben. Ernst Tschernik zählte 1956 in der Gemeinde einen sorbischsprachigen Bevölkerungsanteil von nur noch 62,7 %, bedingt v. a. durch den Zuzug von Umsiedlern aus den ehemaligen Ostgebieten.

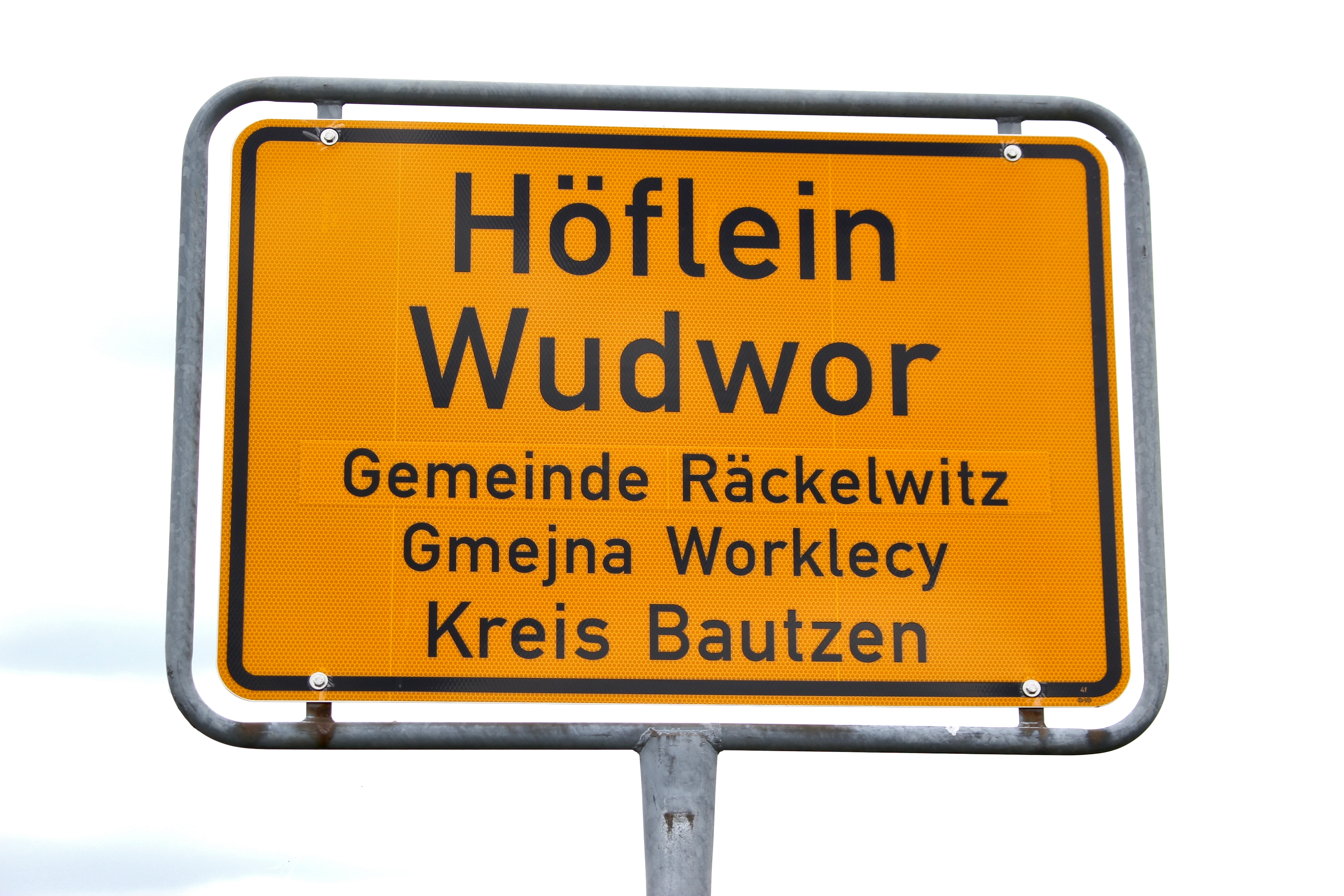
Ortsschild von Höflein/Wudwor

1910 hatte Höflein 148 Einwohner, 1964 waren es bereits 234. Seitdem ist die Einwohnerzahl wieder deutlich gesunken.
Die Einwohner sind traditionell mehrheitlich katholischer Konfession; der Ort ist nach Crostwitz gepfarrt. Der evangelische Anteil zählt seit 2001 zur Kirchgemeinde Schmeckwitz und war zuvor nach Uhyst gepfarrt. Die letzten Zahlen zur Religionszugehörigkeit stammen von 1925. Damals waren von 209 Einwohnern 159 Katholiken (76 %) und 47 Protestanten (22,4 %).

## Wirtschaft und Infrastruktur
In Höflein gibt es mehrere Kleinbetriebe, darunter eine Gärtnerei und einen Betonsteinhandel.
In der Gemarkung, etwa 700 Meter vom Ort entfernt am Klosterwasser, befindet sich seit 1997 die größte Kläranlage des Zweckverbandes „Am Klosterwasser“. Die günstige Lage zwischen den größeren Orten Crostwitz, Räckelwitz und Panschwitz-Kuckau macht es möglich, dass die Abwässer aus elf Dörfern in vier Gemeinden hier geklärt werden.

### Verkehr
Die Kreisstraße von Crostwitz nach Nebelschütz führt direkt durch den Ort. Lokalstraßen verbinden Höflein mit den Nachbarorten. Die nächste Anschlussstelle der Autobahn 4 (Dresden–Görlitz) ist Uhyst am Taucher (7 km).
Die RBO-Buslinie 186 (Kamenz – Crostwitz – Ralbitz) führt durch Höflein.

## Kultur und Sehenswürdigkeiten

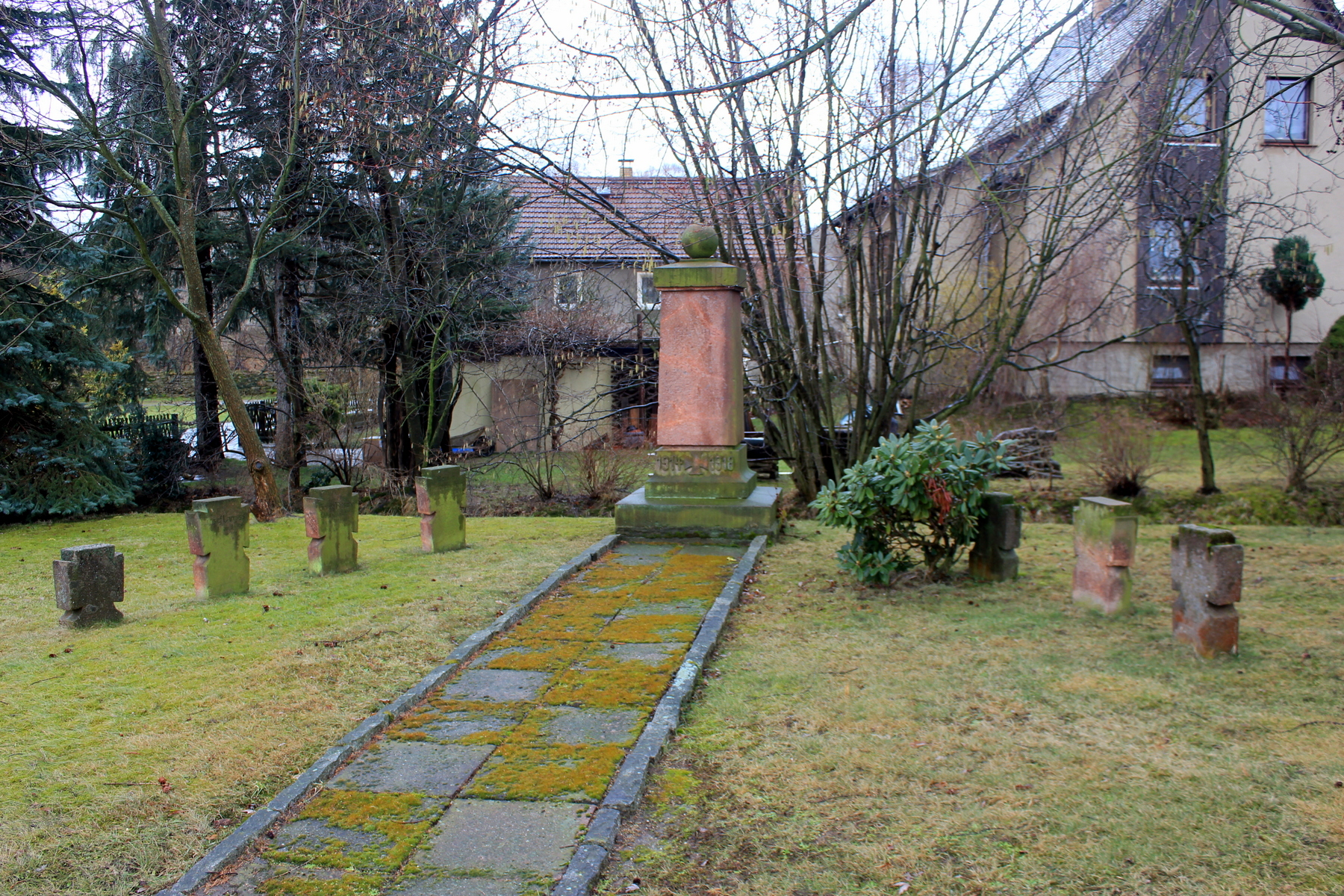
Gefallenendenkmal in Höflein

Höflein ist eine Station auf dem jährlichen Weg der Osterreiter von Panschwitz nach Crostwitz. Zudem liegt der Ort am Jakobsweg. Regional bekannt ist das Sorbische Folklore-Ensemble Höflein.
In der Ortsmitte befindet sich ein Denkmal für die Gefallenen des Ersten Weltkrieges mit sorbischen und deutschen Inschriften. Mehrere Wegkreuze mit sorbischen Inschriften zeugen vom katholischen Glauben der Bevölkerungsmehrheit.